# ルスタム・アブドゥラエフ
ルスタム・アブドゥラエフ (ウズベク語: Rustam Abdulloev / Рустам Абдуллоев、ロシア語: Рустам Абдуллаев、1971年1月1日 - ) は、ウズベキスタン・タシュケント出身の元プロサッカー選手である。ポジションはMF。

## 概要
アブドゥラエフは1992年から1995年までサッカーウズベキスタン代表に招集された。1992年には独立後AFCに参加していない中央アジアの4カ国 (ウズベキスタン、カザフスタン、キルギス、トルクメニスタン)により行われた中央アジアカップ (CENTRAL ASIAN CUP) において全6試合に出場、2得点を決めている。
1994年に広島で開催されたアジア競技大会の代表にも選出され、独立後初となる国際大会を経験するウズベキスタン代表の優勝の原動力となった。

## 獲得タイトル

### 代表
- ウズベキスタン
  - アジア競技大会: 1994